# Jablonná - mokřad
Jablonná - mokřad este o arie protejată (arie specială de conservare — SAC, sit de importanță comunitară — SCI) din Republica Cehă întinsă pe o suprafață de 12,86 ha, integral pe uscat.

## Localizare
Centrul sitului Jablonná - mokřad este situat la coordonatele 49°39′32″N 14°09′11″E / 49.658889°N 14.153056°E.

## Înființare
Situl Jablonná - mokřad a fost declarat sit de importanță comunitară în aprilie 2005 pentru a proteja 1 specie de animale. Situl a fost protejat și ca arie specială de conservare în iulie 2012.

## Biodiversitate
Situată în ecoregiunea continentală, aria protejată nu include niciun habitat protejat.
La baza desemnării sitului se află o specie protejată de  amfibieni: buhai de baltă cu burta roșie (Bombina bombina).